# Juan Mariano Varela
Juan Mariano Varela Garza (* 14. April 1972 in Tampico, Tamaulipas) ist ein mexikanischer Fußballfunktionär und ehemaliger Spieler, der vorwiegend im Mittelfeld eingesetzt wurde.

## Leben
Während der ersten Hälfte der 1990er-Jahre stand Varela bei den UANL Tigres unter Vertrag. Anschließend wechselte er zu Deportivo Guadalajara, gehörte aber ausgerechnet beim Gewinn des zehnten Meistertitels der Vereinsgeschichte im Sommerturnier 1997 nicht zum Kader der ersten Mannschaft. Am Ende seiner Laufbahn spielte er noch für jeweils eine Halbsaison für die Lagartos de Tabasco und die Dorados de Sinaloa, kehrte aber später in verschiedenen Funktionen zu Deportivo Guadalajara zurück und bekleidete das Amt des Vizepräsidenten beim costa-ricanischen Rekordmeister Deportivo Saprissa, der zu dieser Zeit ebenfalls dem Eigner von Deportivo Guadalajara, Jorge Vergara, gehörte.